# ملاكمة الشطرنج

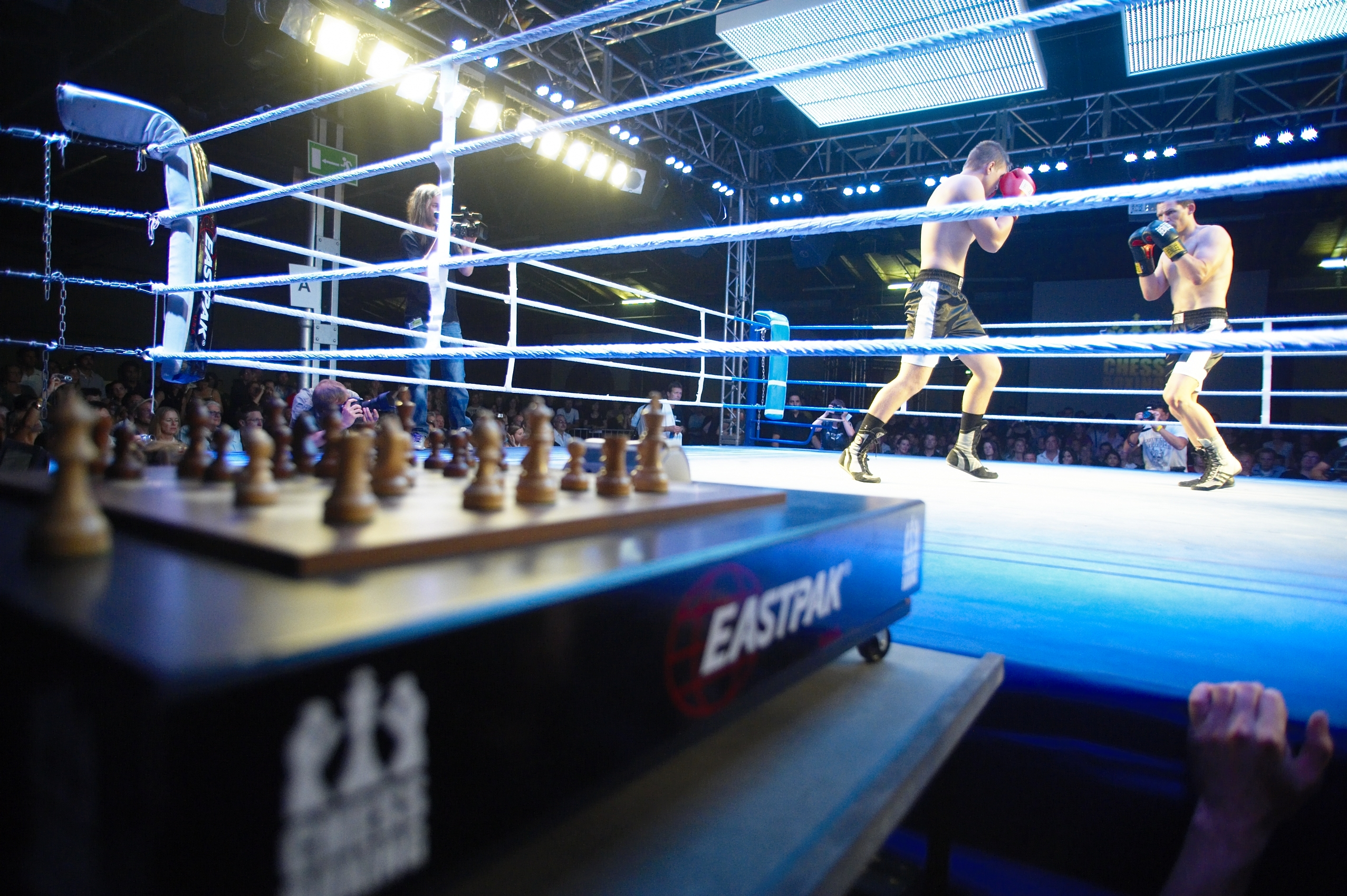
مباراة ملاكمة شطرنج في برلين عام 2008

ملاكمة الشطرنج هي رياضة هجينة تجمع بين لعبتين تقليديتين هما الشطرنج والملاكمة. يلعب اللاعبان في ملاكمة الشطرنج جولات متناوبة من الشطرنج السريع والملاكمة حتى يفوز أحدهما إما بإماتة ملك الخصم أو بالضربة القاضية، ومن الممكن أيضًا الفوز بضربات الوقت كما هو الحال في لعبة الشطرنج العادية، أو من خلال قرار الملاكمة إذا حدث التعادل في جولة الشطرنج.
تُقام منافسات لعبة ملاكمة الشطرنج عادةً في حلبة ملاكمة قياسية، وباستخدام معدات وقواعد لعبة الملاكمة القياسية للهواة. تُلعب جولة الشطرنج أيضًا في نفس الحلبة بعد إزاحة طاولة اللعب ورقعة الشطرنج والمقاعد إلى داخل الحلبة، ويتم إزاحتها مرة أخرى إلى خارج الحلبة بعد انتهاء الجولة لبدء جولة الملاكمة، وهكذا دواليك حتى نهاية اللعبة.
كان رسام الكتب المصورة الفرنسي إنكي بلال هو أول من ابتكر فكرة لعبة ملاكمة الشطرنج، ثم تبنى الفكرة من بعده فنان الأداء الهولندي إيبي روبينغ واستخدمها في أداؤه الفني، ومن ثم انتشرت الفكرة وتحولت بعد ذلك إلى رياضة تنافسية حقيقية.
تحظى لعبة ملاكمة الشطرنج حالياً بشعبية خاصة في بعض البلدان مثل المملكة المتحدة والهند وفنلندا وروسيا.

## المنظمات
يُعتبر كل من الاتحاد الدولي لملاكمة الشطرنج، والمنظمة العالمية لملاكمة الشطرنج هي أهم المنظمات والهيئات الدولية التي تدير منافسات اللعبة.

## لمحة تاريخية
اعتاد الأخوان روبنسون في أواخر سبعينيات القرن العشرين على لعب جولة من الشطرنج ضد بعضهم البعض بعد إنتهاء تدريبهم على الملاكمة في نادٍ للملاكمة خارج لندن. صيغ مفهوم ملاكمة الشطرنج لأول مرة في فيلم للكونغ فو بعنوان (غموض ملاكمة الشطرنج) أخرجه جوزيف كو في عام 1979، حيث أشار الفيلم إلى لعبة شيانغتشي، وهي المقابل الصيني للعبة الشطرنج. قام فريق وو تانغ كلان الموسيقي بعد ذلك في عام 1993 بإصدار أغنية بعنوان غموض ملاكمة الشطرنج احتفاءاً بالفيلم الذي يحمل نفس الاسم مما ساعد على تغلغل المصطلح في الثقافة الشعبية.
كان الفنان الهولندي إيبي روبينغ صاحب فكرة إقامة أول مباراة علنية للعبة ملاكمة الشطرنج، حيث أراد أن تجمع اللعبة بين رياضتين مختلفتين مثل الشطرنج والملاكمة. جاء أول استخدام للمصطلح في الأدب على يد كاتب القصص المصورة الفرنسي إنكي بيلال في عام 1992 في قصة مصورة له بعنوان الإكوادور الباردة، والتي صور فيها بطولة العالم في لعبة ملاكمة الشطرنج. يخوض الخصوم في القصة المصورة مباراة ملاكمة كاملة قبل مواجهة بعضهم البعض في لعبة شطرنج. وجد روبينغ فكرة بيلال غير عملية، فطورها أكثر حتى تحولت إلى رياضة تنافسية تضاهي لعبة ملاكمة الشطرنج التي نعرفها اليوم، والتي تتضمن جولات متناوبة من لعب الشطرنج ومباريات الملاكمة، وترتكز على مجموعة مفصلة من القواعد واللوائح.
أقيمت أول مباراة ملاكمة شطرنج في العالم في برلين عام 2003. وفي نفس العام عقد الاتحاد الهولندي للشطرنج تحت رعاية المنظمة الدولية لملاكمة الشطرنج التي كانت قد تأسست في برلين في وقت سابق، وبالتعاون مع اتحاد الملاكمة الهولندي ثاني المباريات في مدينة أمستردام. جرت المباراة بين ملاكمين هولنديين من الوزن المتوسط هما إيبي روبينغ وجان لويس فينسترا، وفاز روبينغ في النهاية في الجولة الحادية عشرة بعد أن تجاوز خصمه الحد الزمني للشطرنج، وسجّل اسمه كأول بطل عالمي في لعبة ملاكمة الشطرنج.

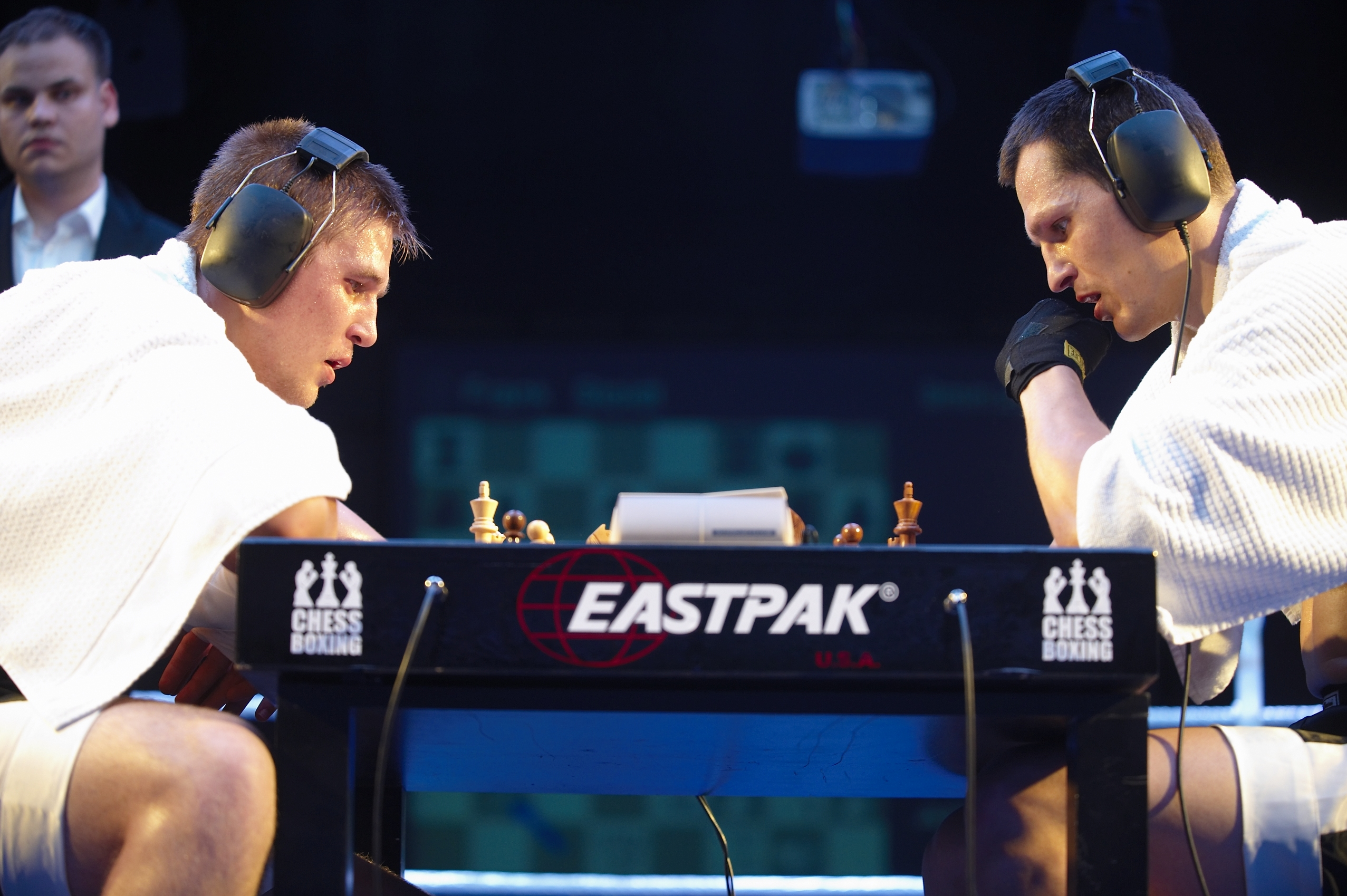
جولة شطرنج في مباراة ملاكمة شطرنج عام 2008

أقيمت أول بطولة أوروبية في لعبة ملاكمة الشطرنج في برلين في الأول من أكتوبر عام 2005، وخسر فيها أندرياس ديلشينيدر أمام الأستاذ الاتحادي في لعبة الشطرنج تيهومير دوفررامادجيف في الجولة التاسعة من لعبة الشطرنج. تُوج تيهومير دوفررامادجيف بعد هذه المباراة كأول بطل أوروبي في ملاكمة الشطرنج.
حظيت البطولة بتغطية إعلامية جيدة عبر عدد من المجلات ووسائل الإعلام العالمية، ومن بينها مجلة يوروسبورت، وشبكة سي إن إن التليفزيونية، وجريدة لوس أنجلوس تايمز، ومجلة دي فيلت الألمانية، ومجلة تشيسبيز، كما قدمت قناة آر بي بي التليفزيونية الألمانية تقريراً تفصيليّاً مصوراً للحدث بالكامل.
في عام 2006، ملأ أكثر من 800 متفرجاً مسرح جلوريا في مدينة كولون الألمانية لمشاهدة مباراة التأهل لبطولة العالم بين زوران مياتوفيتش وفرانك ستولدت، والتي فاز فيها فرانك ستولدت البالغ من العمر 36 عامًا بعد هزيمة خصمه في لعبة الشطرنج في الجولة السابعة. كان فرانك ستولدت جنديًا سابقًا في قوات حفظ السلام التابعة للأمم المتحدة في كوسوفو وأفغانستان. صعد فرانك ستولدت بعد تأهله للمنافسة على اللقب في عام 2006 ليواجه الأمريكي ديفيد ديبتو في مباراة أقيمت في نوفمبر 2007 في برلين للحصول على لقب بطولة العالم الأولى في فئة الوزن الثقيل الخفيف. بيعت أكثر من 800 تذكرة لحضور هذه المباراة في برلين، مما يجعلها أكبر منافسة على لقب في لعبة ملاكمة الشطرنج حتى ذلك التاريخ. هَزَم فرانك ستولدت ديبتو في الجولة السابعة، وعزز بالتالي مكانة برلين باعتبارها المدينة الرائدة في عالم لعبة ملاكمة الشطرنج وأصبح فرانك ستولدت أول بطل عالمي للعبة في ألمانيا.